# Men-ar-Rompet
Die Allée couverte von Men-ar-Rompet (auch Men-ar-Rumpet oder Pierre des Géants – Gigantenstein genannt) ist ein Galeriegrab. Es liegt am Ende einer Stichstraße in einer Feldmauer, etwa 25,0 Meter vom Meer mit Blick auf die Mündung des Flusses Jaudy beim Dorf Kerbors, westlich von Pleubian im Département Côtes-d’Armor in der Bretagne in Frankreich.

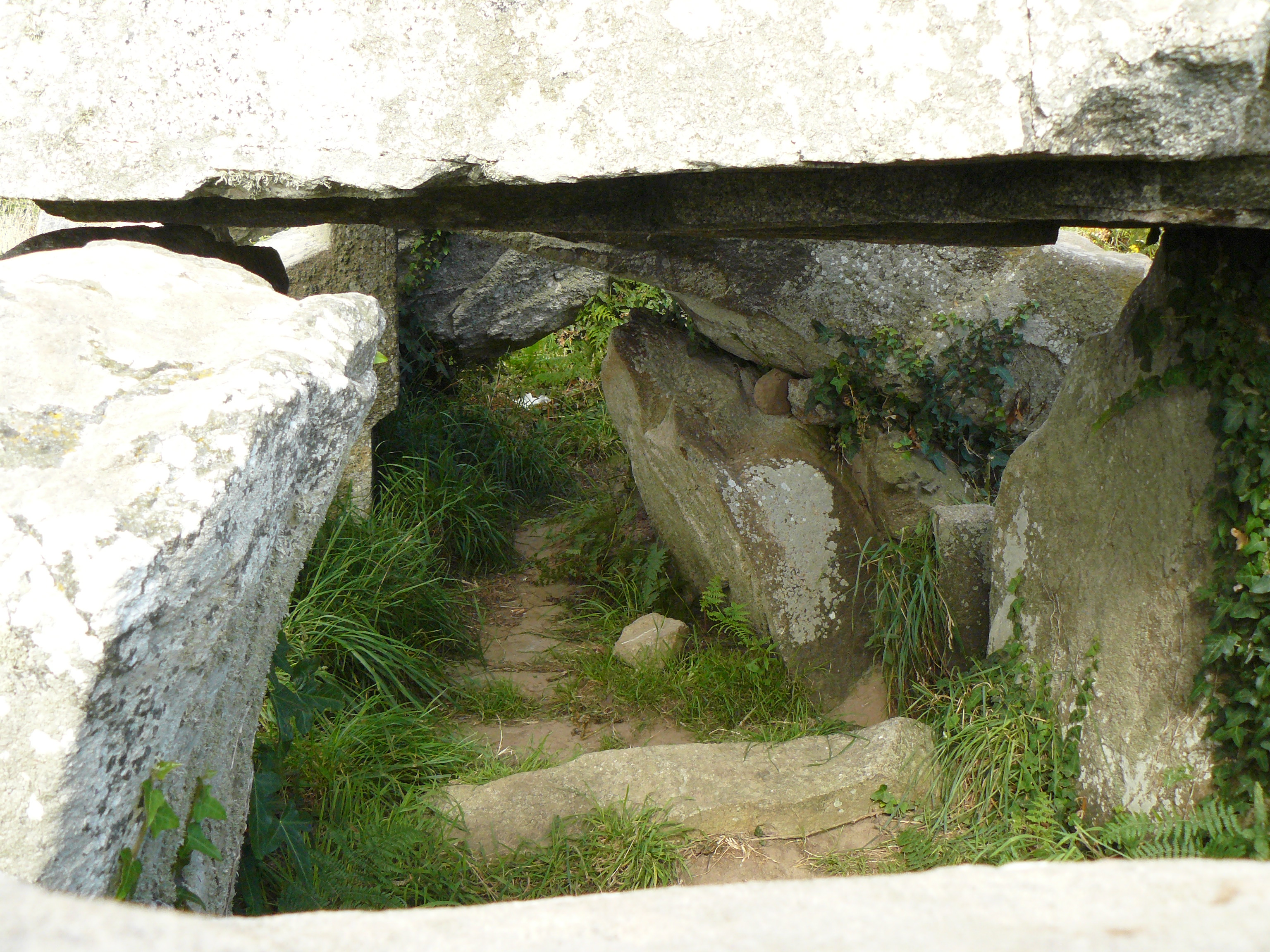
Kammer von Men-ar-Rompet

Die Nordost-Südwest orientierte, stärker gestörte Galerie ist etwa acht Meter lang. Sie hat 17 Tragsteine in situ, drei weitere fehlen. Vier Decksteine sind erhalten, drei liegen auf, einer liegt am Boden, die restlichen sind ausgegangen. Im Südteil wird eine zwei Meter lange Vorkammer mittels einer Platte abgetrennt. Im nördlichen Bereich liegt der seitliche Zugang in eine Kammerausbuchtung. Die Ausgrabungen haben gezeigt, dass der Boden, auf dem Objekte aus der Bronzezeit gefunden wurden, gepflastert war. Gefäße und Schmuck der Glockenbecherkultur belegen eine Nutzung in der Jungsteinzeit.
Die Anlage ist seit 1957 als Monument historique geschützt.